# Матвеев, Георгий Иванович
Гео́ргий Ива́нович Матве́ев, или Гео́рг Матве́ев (латыш. Georgs Matvejevs; 1910, Москва, Российская империя — 1966, Рига, Латвийская ССР, СССР) — латвийский живописец и график, поэт, представитель Бельгийской художественной школы. Один из основателей литературного содружества «На струне слов». По национальности русский.

## Биография
Георгий Иванович Матвеев родился в 1910 году в Москве, после 1917 года жил в Риге. Учился в художественных студиях Риги и Парижа. С 1930 года участвовал в выставках группы русских художников в Риге.
С золотой медалью окончил Королевскую Академию изящных искусств в Брюсселе, в Бельгии. В 1938 году получил первый приз на выставке бывших выпускников академии за картину «Мои друзья веселятся». После годичной стажировки вернулся в Латвию. По возвращении совместно с Алексеем Юпатовым организовал выставку своих работ.
Во время нацистской оккупации Риги в группе русских художников участвовал в 1942 году в Первой и в 1943 году во Второй Всеобщих выставках, организованных Рижским художественным музеем.
После 1945 года жил в Риге, состоял в Союзе художников Латвийской ССР, из которого был исключён в 1951 году и восстановлен в 1958 году. Был женат на скульпторе Эльзе Швальбе.
Художник очень широкой амплитуды, отличный рисовальщик, тонкий колорист. Очень любил писать природу весной, в период начала таяния снега. В среде коллекционеров такие работы часто называют «плачущий Матвеев».
Работы Георга Матвеева находятся в собраниях Национального художественного музея и других музеев Латвии, в частных коллекциях.
Во время первой Латвийской республики был известен также как поэт. Принимал активное участие в литературной жизни русской эмиграции в Риге. В 1929 году стал одним из основателей и секретарём литературного содружества «На струне слов». Входил в редакцию литературно-художественного ежемесячника «Мансарда» (с 1930 по 1931 год вышло 6 номеров).
Скончался в 1960 году в Риге.